# Galactica (serie televisiva 1980)
Galactica (Galactica 1980) è una serie televisiva fantascientifica statunitense del 1980, seguito dell'omonima serie televisiva Galactica (Battlestar Galactica) del 1978-1979.

## Concezione della serie
Dopo la cancellazione della serie televisiva originale Galactica al termine della sua prima stagione, un'intensa campagna mediatica, cosa rara per quei tempi, convinse la ABC a ripensare sui motivi dell'annullamento della serie. La serie era stata annullata in quanto era ritenuta (come altre serie di fantascienza dell'epoca) troppo costosa da produrre (circa 1 milione di dollari a episodio) rispetto ad altri telefilm. Dopo la cancellazione tuttavia la ABC-TV aveva registrato un netto calo di ascolti e quindi di rendite pubblicitarie. Dopo un consulto, la ABC si mise in contatto con Glen Larson per far rivivere la serie, anche se con varie modifiche e con un budget ridotto.
Sia Larson che la rete avevano ritenuto che la nuova serie televisiva avesse bisogno di un certo cambiamento rispetto alla serie originale per essere rilanciata. Larson e Donald P. Bellisario stabilirono inizialmente che la trama della nuova serie dovesse iniziare cinque anni dopo "la mano del dio", l'episodio finale della serie originale: ciò avrebbe permesso di tagliare molti personaggi secondari ritenuti superflui (il colonnello Tigh, Athena, Cassiopea, Boxey, ecc.) e abbassato i costi di produzione. Gli unici personaggi principali dalla serie originale sarebbero stati il comandante Adama, il colonnello Boomer (che sostituisce Tigh), Apollo, Scorpion e Baltar. Quest'ultimo ora sarebbe stato il presidente del Consiglio di Dodici.
Secondo la trama di questa nuova serie, dopo aver scoperto che il pianeta Terra del 1980 era completamente incapace di difendersi dai Cyloni, Adama decide di dirigersi verso lo spazio profondo per condurre i Cyloni lontano dal pianeta. Baltar suggerisce invece di usare la tecnologia del viaggio nel tempo per alterare la storia della Terra in modo che la tecnologia del pianeta si sviluppasse più velocemente fino al livello delle colonie. Il Consiglio vota contro il suggerimento di Baltar, che quindi ruba un'astronave in grado di viaggiare nel tempo per attuare comunque il suo programma. Dopo una delibera, Scorpion e Apollo sono incaricati di recuperare Baltar e impedire i cambiamenti alla storia umana. Gli episodi avrebbero dovuto essere caratterizzati da un nuovo volo di missione ogni settimana in un certo periodo nel passato, generalmente con Apollo, e con Scorpion a dare informazioni e supporto ad Apollo.
La ABC approvò il progetto e commissionò un episodio pilota per la nuova serie. Tuttavia Dirk Benedict a quanto pare all'epoca non era disponibile, mentre Richard Hatch non desiderava essere identificato con il personaggio della serie. L'indisponibilità di due dei personaggi principali della serie originale convinse i produttori ad ambientare la serie trent'anni dopo la conclusione della serie originale piuttosto che dopo cinque. Dopo il completamento dell'episodio pilota, la rete ABC non fu soddisfatta dei viaggi nel tempo, dicendosi disponibile a finanziare la produzione della serie soltanto se i viaggi nel tempo fossero stati eliminati. Larson e Bellisario acconsentirono riluttanti, concentrando la trama sui tentativi di Dillon e di Troy di proteggere alcuni ragazzi provenienti dalle colonie sulla Terra. Le trame appaiono in tal modo rivolte prevalentemente a un pubblico giovanile.
Negli episodi di questa serie, si fa largo ricorso ad effetti speciali e a "prodigi" quali la possibilità di rendersi invisibili e l'uso di motociclette volanti, funzionali all'agevolare le "incursioni" di Troy e Dillon sulla Terra, ma che alla fine rendono questa serie molto simile ad altre dell'epoca. I due protagonisti hanno a disposizione un "Languatron", una sorta di enciclopedia elettronica che portano al polso come un orologio, ma non sempre i due protagonisti s'imbattono in espressioni interpretabili letteralmente, per cui si generano situazioni grottesche, che conferiscono un certo humour alla serie. Alla fine, questi due personaggi appaiono più come due "angeli custodi", portando occasionalmente aiuto a terrestri in indistricabili difficoltà, che come due guerrieri in missione - sia pure d'aiuto. Tali inverosimiglianze finiscono con l'allontanare, anziché coinvolgere lo spettatore appassionato di SF.
La serie tuttavia non riscosse il favore dei fan, né quello del pubblico televisivo in generale, tanto che venne sospesa dopo soli sei episodi trasmessi. L'ultimo episodio, Bentornato Scorpion (The Return of Starbuck), era per coincidenza uno degli episodi scritti per la seconda stagione della serie originale.
Bellisario successivamente ha rielaborato il concetto originale di viaggio nel tempo e lo ha utilizzato come la base per la serie televisiva di successo In viaggio nel tempo (Quantum Leap).

## Trama
Nell'anno terrestre 1980, e una generazione dopo le avventure narrate nella prima serie, l'astronave Galactica con al seguito la relativa flotta di 220 navi civili ha scoperto il pianeta Terra, solo per scoprire che il pianeta non può difendersi contro i Cyloni come originalmente sperato, dato che i Terrestri sono ancora troppo primitivi. Di conseguenza, le squadre di guerrieri coloniali sono inviate segretamente al pianeta per lavorare in incognito con i vari membri della comunità scientifica per accelerare lo sviluppo tecnologico della Terra.

## Episodi
| Stagione       | Episodi | Prima TV originale | Prima TV Italia |
| -------------- | ------- | ------------------ | --------------- |
| Prima stagione | 10      | 1980               | 1983-1984       |

## Fumetti
La casa editrice statunitense Dynamite Entertainment ha pubblicato una miniserie a fumetti di 4 numeri dal titolo Galactica 1980 di Mark Guggenheim (testi) e Cezar Razek (disegni). Il primo numero è uscito con data settembre 2009 mentre l'ultimo con data gennaio 2010. La storia riprende i personaggi dell'omonima serie televisiva e parte dal punto in cui i sopravvissuti alla guerra dei Cyloni trovano la colonia perduta, cioè la Terra. Da questo punto però la vicenda viene modificata e riscritta rispetto a quanto sviluppato nei dieci episodi televisivi.

La Dynamite Entertainment pubblicizza e descrive così la serie a fumetti:
La miniserie prevedeva un sequel dal titolo Galactica 1981, ma il progetto sembra archiviato in quanto la Dynamite ha deciso di produrre una serie regolare a fumetti che riprenda i personaggi della serie classica, pubblicata a partire dal 2013.